# Eriospermum cernuum
Eriospermum cernuum är en sparrisväxtart som beskrevs av John Gilbert Baker. Eriospermum cernuum ingår i släktet Eriospermum och familjen sparrisväxter. Inga underarter finns listade i Catalogue of Life.